# 楊士琪
楊士琪（1950年6月26日—1984年5月20日），《聯合報》記者，1983年以記者身份揭露電影《兒子的大玩偶》遭政治審查，隔年辭世，成立楊士琪紀念獎紀念。

## 生平
楊士琪祖籍四川省資陽縣，輔仁大學食品營養系畢業。
楊士琪先後《民族晚報》及《民生報》編譯、《民生報》影劇新聞組記者，1983年5月調《聯合報》編輯部綜藝組，與《民族晚報》及中央社記者吳長生育有一女。
影評人李幼鸚鵡鵪鶉將楊士琪譽為台灣新浪潮電影的保母，說她不僅是位精采卓越的記者，而且也是立論精闢的影評家。在電影上，楊士琪會為日本片開放進口替觀眾請命、對美國八大公司的不合理優惠特權予以駁斥；在記者的職務以外，她替報社爭取優秀的電影理論專家寫稿，如黃建業與陳國富、賴聲川等人。

### 削蘋果事件
記者界描述楊士琪為人耿介，受《時報周刊》的景翔、《工商副刊》的詹宏志與陳雨航、《台灣時報》的江靜玲等欽敬，甚至遠在中南部一些青年學生，跟她素不相識，也都認為她是新聞界了不起的人才。
《兒子的大玩偶》在片頭上註明事件的時間背景在1968年，以避免爭議。但公開上映之前，一位影評人向中國國民黨中央委員會文化傳播委員會投訴，認為片子在貧民窟拍攝，暴露台灣的黑暗面，還影射駐臺美軍高高在上，在肇事後以一只蘋果來顛覆台灣淳樸的民風。主導國片審查的國民黨文工會因此要求中影公司刪剪四段相關內容，否則禁演。中影獲知有人向有關單位檢舉其內容不妥之後，主動修剪違建區的中景與俯瞰鏡頭、美軍上校進入違建區尋人的經過、角色江阿吉未交班費而遭導師罰站、江妻在美軍醫院偷衛生紙這四個鏡頭。
1983年8月13日，有關單位會檢後，又要求導演萬仁更改以下四個劇情：導師對江阿吉說話的口氣、外事警察慶幸是主角是被美國人撞、工人羨慕主角撞車後反而享福、主角一面吃蘋果一面沾沾自喜。當日，編劇吳念真從企畫小野得知開會結論，哭著離開會場。此事件被臺灣電影人稱為「削蘋果事件」。萬仁不甘心，在《聯合報》報社門口的電話亭，猶豫著要不要找支持新電影甚力的楊士琪幫忙，最後依然找到了楊士琪，將中影開會的文件作證據，隔天，這個獨家新聞震驚了整個台灣電影圈。同月16日，在修改部分對白和鏡頭送審行政院新聞局之日，楊士琪批評影評平常沒有發揮引導觀眾和督促電影界的功能，卻能憑一已之意假借協會名義。作為《聯合報》對手的《中國時報》也曾用整版跟進報導，使得主管單位不得不重視輿論而收回修剪的成命。
《兒子的大玩偶》上映後，中影總經理明驥被撤換，《中國時報》影視版主編陳雨航遭開除。

## 紀念
1984年5月20日，剛出差回到台北的楊士琪在報社寫稿至夜半，回到家中，氣喘發作。當天6點，她在新店市耕莘醫院病逝。6月7日在台北市第二殯儀館懷源廳公祭，隨即發引火化後，安葬新店龍泉墓園。
楊德昌、侯孝賢及柯一正等人，有感楊士琪貢獻，便於電影《青梅竹馬》開場時，以全長六秒鐘的黑底白字字幕加附英文字幕，表明將全片獻給楊士琪。《聯合報》同事王威寧、涂明君夫婦，為楊士琪寫了本紀念冊《夢幻騎士》，將她追求理想，不畏強權的個性及行為付諸文字。1986年5月20日，楊士琪追思會上，侯孝賢、柯一正、萬仁、王銘燦、楊德昌、小野、吳念真、朱天文、李幼新、梅長錕等人決議設立楊士琪電影獎。第一屆頒獎典禮時，《聯合報》社長劉昌平致詞說，這獎對楊士琪家人是極大安慰，對新聞界是一大反省。